# Катастрофа на „Каравел“ на „Айровиас“ в Гватемала през 1986 г.
На 18 януари 1986 г. пътнически самолет „Суд Авиейшън SE-210 Каравел III“ на „Айровиас“ изпълнява вътрешен чартърен полет от международното летище Ла Аурора, Гватемала, до летище „Санта Елена“, Флорес, Гватемала. По време на повторен заход към летището във Флорес самолетът се разбива в хълм и убива всички 87 пътници и 6 членове на екипажа на борда на машината, което прави инцидента най-тежката въздушна катастрофа в историята на Гватемала. Машината е напълно унищожена при пожара, който последва.
Разследването на катастрофата не успява да определи точната причина за инцидента, но е съобщено, че ниската облачност вероятно е причинила загуба на ориентация от страна на пилотите.